# NGC 2268
NGC 2268 este o galaxie situată în constelația Girafa. A fost descoperită în 1871 de către Alphonse Borrelly. Se află la o distanță de 30,34 de megaparseci de Pământ.